# Justin Devenny
Justin Devenny, né le 11 octobre 2003 à Irvine, est un footballeur international nord-irlandais qui joue au poste de milieu de terrain au Crystal Palace Football Club.

## Biographie

### Carrière en club
Né à Irvine en Écosse,, Justin Devenny est formé entre l'AC Irvine et le Kilmarnock FC, où il s'illustre d'abord en équipes de jeunes puis en prêt dans le club amateur de Broomhill, avant de commencer sa carrière professionnelle en championnat d'Écosse de troisième division avec l'Airdrieonians FC,. Il rejoint d'abord ce club en février 2022, sous forme de prêt, avant d'être transféré définitivement l'été suivant.
Lors de la saison 2022-2023 il joue un rôle central dans la promotion de son équipe en deuxième division, buteur notamment lors de la demi-finale des play-offs contre Falkirk et lors des tirs au but victorieux en finale contre le Hamilton Academical,.
En août 2023, il est transféré au Crystal Palace FC en championnat d'Angleterre,. Il s'illustre d'abord avec les moins de 23 ans du club lors de sa première saison, avant d'être intégré à l'équipe première par Oliver Glasner à l'été 2024,,.
Lors de la saison 2024-2025, il devient le capitaine de l'équipe de Premier League 2, tout en connaissant rapidement ses premières feuilles de matchs avec l'équipe une,,.
Il fait ses débuts avec les Eagles le 9 novembre 2024, titularisé lors d'une défaite 2-0 à domicile contre Fulham en Premier League, alors que son club est en crise de résultats,, ce qui n’empêche pas Devenny de s'illustrer sur le terrain,.

### Carrière en sélection
Né et formé en Écosse, Devenny est néanmoins éligible pour l'Irlande du Nord via les origines de sa mère,.
Il est international avec l'équipe d'Irlande du Nord espoirs à partir d'octobre 2023, devenant rapidement un cadre décisif avec la sélection,,.
En novembre 2024, Devenny est convoqué pour la première fois avec l'équipe senior d'Irlande du Nord. Il honore sa première sélection le 18 novembre 2024, entrant en jeu lors d'un match nul 2-2 contre le Luxembourg de Seid Korac et Danel Sinani en Ligue des nations C qui leur permet de se qualifier pour la Ligue B,,.

## Palmarès
Il remporte le Community Shield 2025 avec Crystal Palace.